# Disnomia (astronomia)
Disnomia (nome ufficiale (136199) Eris I Dysnomia) è l'unico satellite naturale conosciuto del pianeta nano Eris, il più massiccio dei pianeti nani del sistema solare, orbitante attorno al Sole all'interno del cosiddetto disco diffuso.
Con la successiva scoperta di Makemake, tutti e quattro i principali oggetti della fascia di Kuiper sono risultati essere dotati di un satellite naturale: Eris, Haumea, Plutone e Makemake.

## Storia
Disnomia è stata fotografata per la prima volta il 10 settembre 2005 utilizzando il telescopio Keck, nelle isole Hawaii e la sua individuazione è stata annunciata nel successivo mese di ottobre. Dopo aver ricevuto la designazione provvisoria S/2005 (136199) I, nel settembre 2006 l'Unione Astronomica Internazionale l'ha ufficialmente battezzata con il nome di Disnomia, Δυσνομία, un personaggio della mitologia greca, personificazione della sfrenatezza e del malgoverno. Prima dell'assegnazione definitiva, a causa del nome informale di Eris "Xena", l'oggetto era stato soprannominato Gabrielle, la spalla di Xena (Olimpia nella versione Italiana).

## Proprietà

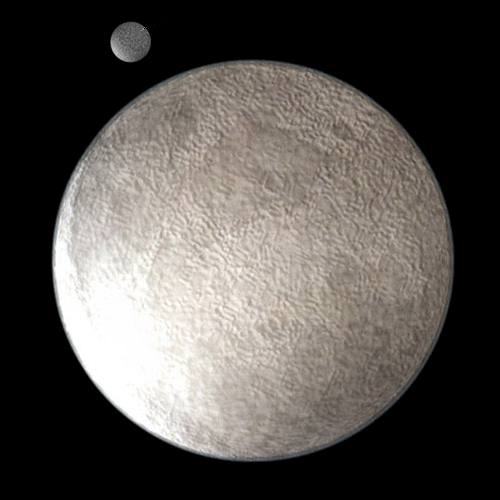
Rappresentazione artistica di Eris e Disnomia.

Il satellite appare circa 4,43 magnitudini meno luminoso del proprio nanopianeta madre; assumendo che l'albedo dei due corpi sia pressoché identica, il diametro di Disnomia può essere stimato attorno ai 350−490 km, circa un ottavo di quello di Eris. Altri autori considerano Disnomia 500 volte meno luminoso e con un diametro tra 100 e 250 km.

## Parametri orbitali
Combinando le osservazioni eseguite con i telescopi Keck ed Hubble si è potuta misurare l'orbita di Disnomia e si è potuta stimare la massa di Eris. Il semiasse maggiore dell'orbita risulta di 37350 km con un'incertezza di 150 km, il periodo orbitale è di 15,774 ± 0,002 giorni. Da questi parametri si desume che la massa del sistema è 1,27 volte maggiore di quella di Plutone.

## Formazione
Tra gli oggetti della fascia di Kuiper e del disco diffuso i quattro corpi principali hanno almeno un satellite, mentre tra i corpi più piccoli solo nel 10% dei casi è stato osservato un satellite; questo fa ipotizzare che nel passato gli impatti fra i grandi corpi siano stati frequenti. Gli scontri fra questi oggetti, con diametro dell'ordine di grandezza di 1000 km, provocavano una tale espulsione di materia dalla superficie da potersi coalizzare in un satellite.